# Río San Miguel (Putumayo)
El río San Miguel es un río que nace en el Departamento de Nariño, Colombia y se extiende por el Putumayo, sirve de frontera natural con la República del Ecuador en un tramo de alrededor de 120 km, luego pasa a territorio ecuatoriano, unos 60 km, para desembocar en el río Putumayo cerca Puerto El Carmen (Ecuador) y del centro poblado colombiano de Puerto Ospina.

## Cuenca
Abarca un área aproximada de 75 000 hectáreas y se encuentra constituida por los ríos Chonta, Sapoyaco, Kerozen, Ranchería, Rumiyaco, los cuales recorren la planicie amazónica hasta llegar al río San Miguel; este a su vez lleva sus aguas al río Putumayo y por éste al río Amazonas.
Sus corrientes se caracterizan por ser caudalosas y de curso largo debido a la alta precipitación y la presencia del bosque natural, que unido a las condiciones climáticas genera el ciclo hidrológico.
- Datos: Q3458780
- Multimedia: San Miguel River (Colombia and Ecuador) / Q3458780